# Mario Verdolini
Mario Verdolini (Verona, 29 aprile 1933) è un ex calciatore italiano, di ruolo centrocampista.

## Carriera
Con la maglia del Prato disputa nove campionati, con tre promozioni in Serie B nelle stagioni 1956-1957, 1959-1960 e 1962-1963, e due retrocessioni in Serie C al termine dei campionati di Serie B 1958-1959 e Serie B 1961-1962.
Nei quattro campionati di Serie B disputati, colleziona complessivamente 83 presenze.

## Palmarès

### Club

#### Competizioni nazionali
- Serie C: 3

Prato: 1956-1957, 1959-1960, 1962-1963